# Пивоварна
Пивоварната (или още пивоварна фабрика, бирена фабрика) е предприятие или инсталация за производство на бира.
По размер пивоварните могат да варират от устройства за домашна употреба и малки производства с капацитет от няколко десетки хектолитра в година до големи фабрики, произвеждащи стотици милиони хектолитри годишно.

## Някои пивоварни компании
- Amstel (Нидерландия)
- Beck's (Германия)
- Carlsberg (Дания) - собственик на „Пиринско пиво“ и „Шуменско пиво“ (България).
- Corona (Мексико)
- Foster's (Австралия)
- Guinness (Ирландия)
- Heineken (Нидерландия) - в България произвежда „Ариана“, „Загорка“, „Столично пиво“.
- Holsten (Германия)
- Kronenbourg (Франция)
- Krušovice (Чехия)
- Tuborg (Дания)
- Pilsner Urquell (Чехия)
- StarBev (Чехия) в България притежава и българските марки „Каменица“, „Астика“, „Бургаско“ и „Славена“.
- Warsteiner (Германия)